# Apple (gruppo musicale)
Gli Apple erano un gruppo musicale britannico che suonava rock psichedelico.

## Storia degli Apple
La band fu fondata a Cardiff nel 1968 da Rob Ingram (chitarrista) e Jeff Harrad (basso). Il gruppo pubblicò un unico album nel 1969, intitolato An Apple a Day. L'album fu un insuccesso commerciale ed il gruppo cessò di esistere poco dopo la pubblicazione del disco. Tuttavia negli anni successivi, molti dei brani contenuti in quell'album, e principalmente The Otherside scritta da Harrad, furono definiti come dei classici del rock psichedelico britannico, rendendo An Apple a Day uno dei dischi più richiesti dai collezionisti. L'album è stato ripubblicato nel 1994 dalla Repertoire Records, con alcuni brani inediti.

## Formazione
- Dennis Regan (cantante)
- Robbo Ingram (chitarrista)
- Jeff Harrad (bassista)
- Charlie Barber (pianista)
- Dave Brassington (batterista)

## Discografia

### Album
- An Apple a Day (1969)

### Singoli
- Thank You Very Much / Your Heart Is Free Just Like the Wind (1968)
- Let's Take a Trip Down the Rhine / Buffalo Billycan (1968)
- Doctor Rock / The Otherside (1968)